# 海梅·萨拉萨尔
海梅·萨拉萨尔（西班牙語：Jaime Salazar，1931年2月6日—2011年3月14日），墨西哥男子足球运动员，司职中场。他曾代表墨西哥国家队参加1958年国际足联世界杯，结果队伍止步小组赛阶段。